# Taractes
Taractes è un genere di pesci marini appartenenti alla famiglia Bramidae.

## Distribuzione e habitat
Le due specie del genere hanno ambedue un vasto areale: semicosmopolita T. asper e limitato alle aree tropicali circumglobali eccettuato l'oceano Indiano T. rubescens. Il genere è assente dal mar Mediterraneo.
Hanno abitudini epipelagiche o mesopelagiche oceaniche fino a una profondità di 600 metri.

## Descrizione
L'aspetto è simile a quello del pesce castagna presente anche nel Mediterraneo ma hanno un aspetto più slanciato, soprattutto nella regione della testa che non è arrotondata nella parte frontale come la generalità dei Bramidae. Le pinne dorsale e anale hanno un lobo lungo e acuto nella parte anteriore. Sul peduncolo caudale è presente una vistosa carena. 

## Biologia
Si tratta di pesci migratori. Di solito sono solitari. 

## Pesca
Vengono pescati come bycatch con i palamiti destinati ai tonni e ad altri grandi pelagici. Le carni sono molto pregiate. 

## Tassonomia
Il genere comprende 2 specie:
- Taractes asper
- Taractes rubescens